# 富士通將軍
富士通將軍（英語：Fujitsu General Limited），富士通的子公司，成立於1936年1月15日。

## 歷史
- 1936年，成立株式會社八歐商店。
- 1938年，設立有限會社興亞無線電機製作所。
- 1941年，有限會社興亞無線電機製作所改稱八歐無線電機製作所。
- 1942年，株式會社八歐商店改稱八歐電機株式會社。
- 1947年，合併八歐無線電機製作所；八歐電機株式會社改稱八歐無線電機株式會社。
- 1948年，八歐無線電機株式會社改稱八歐無線株式會社。
- 1955年，八歐無線株式會社改稱八歐電機株式會社。
- 1957年，設立將軍照明機器株式會社。
- 1963年，將軍照明機器株式會社改稱將軍電工株式會社。
- 1964年，設立將軍電子工業株式會社。
- 1966年，八歐電機株式會社改稱株式會社將軍。
- 1967年，設立新莊電機株式會社及野邊地將軍株式會社。
- 1972年，新莊電機株式會社改稱新莊將軍株式會社。
- 1973年，設立中部將軍株式會社；野邊地將軍株式會社改稱青森將軍株式會社。
- 1976年，設立Teknika Electronics Corporation及米澤將軍株式會社。
- 1977年，設立Teleton Electro (U.K.) Co., Ltd.。
- 1978年，設立General Colour Pty Ltd.及GCJ Electronics (Europe) GmbH。
- 1980年，設立Genebras Eletronica Ltda.。
- 1984年，設立白河將軍株式會社。
- 1985年，株式會社將軍改稱株式會社富士通將軍；設立株式會社富士通將軍系統工程。
- 1986年，合併將軍電子工業株式會社、新莊將軍株式會社、中部將軍株式會社、白河將軍株式會社；設立FGL (H.K.) Ltd.。
- 1991年，設立Fujitsu General (Thailand) Co., Ltd.。
- 1994年，設立富士通將軍（上海）有限公司。
- 1995年，設立Fujitsu General America, Inc.。
- 1997年，設立Fujitsu General (Asia) Pte. Ltd.、株式會社富士通將軍EMC研究所、富士通將軍網絡應用、株式會社富士通將軍冷機。
- 1998年，設立FGA (Thailand) Co.,Ltd.及Fujitsu General (Middle East) FZE。
- 1999年，設立Fujitsu General Engineering (Thailand) Co., Ltd.及株式會社富士通將軍電子。
- 2000年，設立株式會社富士生態循環、Aircon Japan S.A.E、株式會社濱松富士通將軍。
- 2001年，設立株式會社富士通將軍空調技術研究所。
- 2002年，解散台灣富士通將軍股份有限公司；設立Fujitsu General (Taiwan) Co., Ltd.。
- 2003年，設立江蘇富天江電子電器有限公司。
- 2004年，解散株式會社富士通將軍冷機。
- 2005年，設立Fujitsu General Visual Systems (Europe) SAS。
- 2006年，設立富士通將軍中央空調（無錫）有限公司及富士通將軍東方國際商貿（上海）有限公司；解散株式會社青森富士通將軍。
- 2007年，Fujitsu General與Eurofred合資設立FG Eurofred Limited；解散Fujitsu General Visual Systems (Europe) SAS。
- 2009年，解散新莊富士通將軍。
- 2012年，設立TCFG Compressor (Thailand) Co., Ltd.。

## 外部連結
- （英文）富士通將軍全球 （页面存档备份，存于）
- （日語）富士通將軍日本 （页面存档备份，存于）
- （简体中文）富士通將軍中國 （页面存档备份，存于）
- （繁體中文）富士通將軍台灣 （页面存档备份，存于）
- （英文）富士通將軍香港 （页面存档备份，存于）